# Еліаш Качур
Еліаш Качур (25 липня 1908, Нове Давидково (угор. Uj-Dávidháza) — 20 липня 1974, Кошиці) — спочатку русинський греко-католицький, а згодом православний священник, історик і комуністичний політик, активіст у східній Словаччині. У 1945—1946 рр. він обіймав посаду секретаря Окружного національного комітету у Свиднику, а з 1950 р. і до самої смерті був завідувачем кафедри церковної історії та археології на православному богословському факультеті в Пряшеві.

## Життєпис
Він народився в селі Уй-Давидхаза (сьогодні Нове Давидково в Україні), розташованому в Березькому повіті біля міста Мукачево (тодішня Угорщина), яка після 1918 року стала частиною новоствореної Чехословаччини. Навчався в Мукачевій гімназії, де склав іспити на атестат зрілості в 1929 році. Закінчив богословські студії на богословському факультеті імені Кирила Мефодія в Оломоуці і 9 липня 1933 року був висвячений на греко-католицького священника. У 1934 році керував парафією Шариське Черне (округ Бардіїв), звідки був призначений на парафію Вишнього Мірошіва (округ Свидник); тут працював парохом до 1950 року. Він став співзасновником кредитно-продовольчого та машинного кооперативу в селі, ініціював будівництво нового будинку культури, а також відповідав за загальну електрифікацію своєї парафії.
Після 1945 року вступив до Комуністичної партії Чехословаччини і брав участь у політичному житті. У 1945—1946 рр. обіймав посаду секретаря Окружного національного комітету у Свиднику, у 1945—1952 рр. був членом Президії крайового комітету Народного фронту у Пряшеві, а в результаті виконання своїх обов'язків був брав участь у кампанії зі створення Об'єднаних сільськогосподарських кооперативів у східній Словаччині. Водночас він був членом голови Регіонального комітету захисників миру в Кошицях (1950—1964), а також брав участь у роботі Словацького комітету захисників миру. Він бачив у комуністичній системі гарантію розвитку миру та релігії. Брав участь у Пряшівському псевдособорі (28 квітня 1950 р.), який прийняв резолюцію, за якою греко-католицьку церкву в Чехословаччині було розпущено, богословів відправлено до Допоміжного технічного батальйону, а словацьке греко-католицьке духовенство та віруючих примушено прийняти православ'я. Сам він теж прийняв православ'я і став архідияконом Кошицьким. Попри це, він не погоджувався з визнанням русинів українцями.
Крім духовного та політичного шляху, як історик церкви він також зосереджувався на науковій діяльності; у 1954 р. після захисту неопублікованої дисертації «Унія та її розвиток на Закарпатській Україні» отримав звання доктора богослов'я. У 1960-х роках вийшла його фахова монографія «Історія Православної Церкви в Чехословаччині» (1962) і підручник «Церковна археологія» (1964).
Помер 20 липня 1974 року в Кошицях.